# Хлодвиг III
Хлодвиг III (фр. Clovis III; около 670—676) — правивший Австразией в 675—676 годах король франков из династии Меровингов.
Имя Хлодвиг переводится с франкского как «Прославленный в боях».

## Биография
Провозглашён королём австразийской знатью как внебрачный сын Хлотаря III; есть предположения, что он мог быть сыном Теодориха III или Хлодвига II. Хлодвиг был возведён на трон в противовес молодому Дагоберту II, ставленнику майордома Вульфоальда. В это время Эброин, бывший майордом Нейстрии, бежал из монастырского заточения и примкнул к сторонникам Хлодвига. Вероятно, он предполагал использовать претендента против Теодориха III и Пипина Геристальского, как в Нейстрии, так и в Бургундии. Хотя Эброин не преуспел в своём намерении свергнуть Теодориха и Пипина, ему в, конце концов, удалось вернуть себе свою прежнюю должность майордома.
Хлодвиг умер вскоре после своего провозглашения; он ничего не предпринимал по своей воле, будучи марионеткой в руках одной из противоборствующих партий. Кроме того, не исключено, что Хлодвиг III вообще не был Меровингом по происхождению.